# Plantilles de la Copa del Món de futbol de 1982
Plantilles oficials de les seleccions classificades per la fase final de la Copa del Món de Futbol 1982 celebrada a Espanya. Cada selecció podia inscriure 22 jugadors. Els equips participants foren (cliqueu sobre el país per accedir a la plantilla):
| Equips participants | Equips participants | Equips participants | Equips participants |
| ------------------- | ------------------- | ------------------- | ------------------- |
| Camerun             | Itàlia              | Perú                | Polònia             |
| Algèria             | Àustria             | Xile                | Alemanya Occidental |
| Argentina           | Bèlgica             | El Salvador         | Hongria             |
| Txecoslovàquia      | Anglaterra          | França              | Kuwait              |
| Hondures            | Irlanda del Nord    | Espanya             | Iugoslàvia          |
| Brasil              | Nova Zelanda        | Escòcia             | Unió Soviètica      |

## Camerun
| #    | Posició      | Nom                 | Naixement    | P. Sel.      | Club                 |
| ---- | ------------ | ------------------- | ------------ | ------------ | -------------------- |
| 1    | Porter       | Thomas N'kono       | 1956-07-20   | -            | Canon Yaounde        |
| 2    | Defensa      | Michel Kaham        | 1951-06-01   | -            | Stade Quimperois     |
| 3    | Defensa      | Edmond Enoka        | 27 anys      | -            | Dragon Douala        |
| 4    | Defensa      | René Ndjeya         | 28 anys      | -            | Union Douala         |
| 5    | Defensa      | Elie Onana          | 23 anys      | -            | Federal Foumban      |
| 6    | Migcampista  | Emmanuel Kundé      | 1956-07-15   | -            | Canon Yaounde        |
| 7    | Migcampista  | Ephrem M'bom        | 28 anys      | -            | Canon Yaounde        |
| 8    | Migcampista  | Grégoire M'bida     | 1955-01-27   | -            | Canon Yaounde        |
| 9    | Davanter     | Roger Milla         | 1952-05-20   | -            | Bastia               |
| 10   | Davanter     | Jean-Pierre Tokoto  | 1948-01-26   | -            | Jacksonville Tea Men |
| 11   | Migcampista  | Charles Toubé       | 24 anys      | -            | Tonnerre Yaounde     |
| 12   | Porter       | Joseph-Antoine Bell | 1954-10-08   | -            | Africa Sports        |
| 13   | Davanter     | Paul Bahoken        | 1955-07-07   | -            | Cannes               |
| 14   | Migcampista  | Théophile Abega     | 1954-07-09   | -            | Canon Yaounde        |
| 15   | Defensa      | François N'doumbé   | 28 anys      | -            | Union Douala         |
| 16   | Defensa      | Ibrahim Aoudou      | 1955-08-23   | -            | Cannes               |
| 17   | Migcampista  | Joseph Kamga        | 29 anys      | -            | Union Douala         |
| 18   | Davanter     | Jacques N'guea      | 26 anys      | -            | Canon Yaounde        |
| 19   | Migcampista  | Joseph Enanga       | 24 anys      | -            | Union Douala         |
| 20   | Davanter     | Alain Eyobo         | 20 anys      | -            | Dynamo Douala        |
| 21   | Davanter     | Ernest Ebongue      | 1962-05-15   | -            | Tonnerre Yaounde     |
| 22   | Porter       | Simon Tschobang     | 31 anys      | -            | Dynamo Douala        |
| Ent. | Jean Vincent | Jean Vincent        | Jean Vincent | Jean Vincent | Jean Vincent         |

## Itàlia
| #    | Posició      | Nom                  | Naixement           | P. Sel.      | Club         |
| ---- | ------------ | -------------------- | ------------------- | ------------ | ------------ |
| 1    | Porter       | Dino Zoff            | 28 de febrer 1942   | -            | Juventus     |
| 2    | Defensa      | Franco Baresi        | 8 de maig 1960      | -            | AC Milan     |
| 3    | Defensa      | Giuseppe Bergomi     | 22 de desembre 1963 | -            | Inter Milan  |
| 4    | Defensa      | Antonio Cabrini      | 8 d'octubre 1957    | -            | Juventus     |
| 5    | Defensa      | Fulvio Collovati     | 9 de maig 1957      | -            | AC Milan     |
| 6    | Defensa      | Claudio Gentile      | 27 de setembre 1953 | -            | Juventus     |
| 7    | Defensa      | Gaetano Scirea       | 25 de maig 1953     | -            | Juventus     |
| 8    | Defensa      | Pietro Vierchowod    | 6 d'abril 1959      | -            | Fiorentina   |
| 9    | Migcampista  | Giancarlo Antognoni  | 1 d'abril 1954      | -            | Fiorentina   |
| 10   | Migcampista  | Giuseppe Dossena     | 2 de maig 1958      | -            | Torino       |
| 11   | Migcampista  | Gianpiero Marini     | 25 de febrer 1951   | -            | Inter Milan  |
| 12   | Porter       | Ivano Bordon         | 13 d'abril 1951     | -            | Inter Milan  |
| 13   | Migcampista  | Gabriele Oriali      | 25 de novembre 1952 | -            | Inter Milan  |
| 14   | Migcampista  | Marco Tardelli       | 24 de setembre 1954 | -            | Juventus     |
| 15   | Migcampista  | Franco Causio        | 1 de febrer 1949    | -            | Udinese      |
| 16   | Migcampista  | Bruno Conti          | 13 de març 1955     | -            | Roma         |
| 17   | Davanter     | Daniele Massaro      | 23 de maig 1961     | -            | Fiorentina   |
| 18   | Davanter     | Alessandro Altobelli | 28 de novembre 1955 | -            | Inter Milan  |
| 19   | Davanter     | Francesco Graziani   | 12 de desembre 1952 | -            | Fiorentina   |
| 20   | Davanter     | Paolo Rossi          | 23 de setembre 1956 | -            | Juventus     |
| 21   | Davanter     | Franco Selvaggi      | 15 de maig 1953     | -            | Càller       |
| 22   | Porter       | Giovanni Galli       | 29 d'abril 1958     | -            | Fiorentina   |
| Ent. | Enzo Bearzot | Enzo Bearzot         | Enzo Bearzot        | Enzo Bearzot | Enzo Bearzot |

Amb l'excepció dels porters, la selecció italiana va ser numerada alfabèticament.

## Perú
| #    | Posició     | Nom                 | Naixement  | P. Sel. | Club                     |
| ---- | ----------- | ------------------- | ---------- | ------- | ------------------------ |
| 1    | Porter      | Eusebio Acasuzo     | 1952-04-08 | -       | Universitario            |
| 2    | Defensa     | Jaime Duarte        | 1955-02-27 | -       | Alianza Lima             |
| 3    | Defensa     | Salvador Salguero   | 1951-08-10 | -       | Alianza Lima             |
| 4    | Defensa     | Hugo Gastulo        | 1958-01-09 | -       | Universitario            |
| 5    | Migcampista | Germán Leguía       | 1954-01-02 | -       | Universitario            |
| 6    | Migcampista | José Velásquez      | 1952-06-04 | -       | Independiente Santa Fe   |
| 7    | Davanter    | Gerónimo Barbadillo | 1952-09-24 | -       | UANL Tigres              |
| 8    | Migcampista | César Cueto         | 1952-06-16 | -       | Atlético Nacional        |
| 9    | Migcampista | Julio César Uribe   | 1958-05-09 | -       | Sporting Cristal         |
| 10   | Davanter    | Teófilo Cubillas    | 1949-03-08 | -       | Fort Lauderdale Strikers |
| 11   | Davanter    | Juan Carlos Oblitas | 1951-12-16 | -       | R.S.C. Seraing           |
| 12   | Porter      | José González       | 1954-07-10 | -       | Alianza Lima             |
| 13   | Migcampista | Óscar Arizaga       | 1957-08-20 | -       | Atletico Chalaco         |
| 14   | Migcampista | Miguel Gutiérrez    | 1956-11-19 | -       | Sporting Cristal         |
| 15   | Defensa     | Rubén Toribio Díaz  | 1952-04-17 | -       | Sporting Cristal         |
| 16   | Defensa     | Jorge Olaechea      | 1956-08-27 | -       | Alianza Lima             |
| 17   | Defensa     | Franco Navarro      | 1961-11-10 | -       | Deportivo Municipal      |
| 18   | Migcampista | Eduardo Malásquez   | 1957-10-13 | -       | Deportivo Municipal      |
| 19   | Davanter    | Guillermo La Rosa   | 1952-06-06 | -       | Atlético Nacional        |
| 20   | Davanter    | Percy Rojas         | 1949-09-16 | -       | R.S.C. Seraing           |
| 21   | Porter      | Ramón Quiroga       | 1950-07-23 | -       | Sporting Cristal         |
| 22   | Migcampista | Luis Reyna          | 1959-05-16 | -       | Sporting Cristal         |
| Ent. | Tim         | Tim                 | Tim        | Tim     | Tim                      |

## Polònia
| #    | Posició            | Nom                  | Naixement           | P. Sel.            | Club               |
| ---- | ------------------ | -------------------- | ------------------- | ------------------ | ------------------ |
| 1    | Porter             | Józef Młynarczyk     | 20 de setembre 1953 | -                  | Widzew Łódź        |
| 2    | Defensa            | Marek Dziuba         | 19 de desembre 1955 | -                  | ŁKS Łódź           |
| 3    | Migcampista        | Janusz Kupcewicz     | 9 de desembre 1955  | -                  | MKS Arka Gdynia    |
| 4    | Defensa            | Tadeusz Dolny        | 7 de maig 1958      | -                  | Górnik Zabrze      |
| 5    | Defensa            | Paweł Janas          | 4 de març 1953      | -                  | Legia Warszawa     |
| 6    | Migcampista        | Piotr Skrobowski     | 16 d'octubre 1961   | -                  | Wisła Kraków       |
| 7    | Defensa            | Jan Jałocha          | 18 de juliol 1957   | -                  | Wisła Kraków       |
| 8    | Migcampista        | Waldemar Matysik     | 27 de setembre 1961 | -                  | Górnik Zabrze      |
| 9    | Defensa            | Władysław Żmuda      | 6 de juny 1954      | -                  | Widzew Łódź        |
| 10   | Defensa            | Stefan Majewski      | 31 de gener 1956    | -                  | Legia Warszawa     |
| 11   | Migcampista        | Włodzimierz Smolarek | 16 de juliol 1957   | -                  | Widzew Łódź        |
| 12   | Defensa            | Roman Wójcicki       | 8 de gener 1958     | -                  | Śląsk Wrocław      |
| 13   | Migcampista        | Andrzej Buncol       | 21 de setembre 1959 | -                  | Legia Warszawa     |
| 14   | Migcampista        | Andrzej Pałasz       | 22 de juliol 1960   | -                  | Górnik Zabrze      |
| 15   | Migcampista        | Włodzimierz Ciołek   | 24 de març 1956     | -                  | Stal Mielec        |
| 16   | Davanter           | Grzegorz Lato        | 8 d'abril 1950      | -                  | Lokeren            |
| 17   | Davanter           | Andrzej Szarmach     | 3 d'octubre 1950    | -                  | Auxerre            |
| 18   | Migcampista        | Marek Kusto          | 29 d'abril 1954     | -                  | Legia Warszawa     |
| 19   | Migcampista        | Andrzej Iwan         | 10 de novembre 1959 | -                  | Wisła Kraków       |
| 20   | Davanter           | Zbigniew Boniek      | 3 de març 1956      | -                  | Widzew Łódź        |
| 21   | Porter             | Jacek Kazimierski    | 17 d'agost 1959     | -                  | Legia Warszawa     |
| 22   | Porter             | Piotr Mowlik         | 21 d'abril 1951     | -                  | Lech Poznań        |
| Ent. | Antoni Piechniczek | Antoni Piechniczek   | Antoni Piechniczek  | Antoni Piechniczek | Antoni Piechniczek |

## Algèria
| #    | Posició                             | Nom                                 | Naixement                           | P. Sel.                             | Club                                |
| ---- | ----------------------------------- | ----------------------------------- | ----------------------------------- | ----------------------------------- | ----------------------------------- |
| 1    | Porter                              | Mehdi Cerbah                        | 3 de gener 1953                     | -                                   | RS Kouba                            |
| 2    | Defensa                             | Mahmoud Guendouz                    | 24 de febrer 1953                   | -                                   | NA Hussein Dey CNAN                 |
| 3    | Defensa                             | Mustafa Kouici                      | 16 d'abril 1954                     | -                                   | NA Hussein Dey CNAN                 |
| 4    | Defensa                             | Nourredine Kourichi                 | 12 d'abril 1954                     | -                                   | Girondins Bordeaux                  |
| 5    | Defensa                             | Chaabane Merzekane                  | 8 de març 1959                      | -                                   | NA Hussein Dey CNAN                 |
| 6    | Migcampista                         | Ali Bencheikh                       | 9 de gener 1955                     | -                                   | MP Alger                            |
| 7    | Davanter                            | Salah Assad                         | 30 d'agost 1958                     | -                                   | RS Kouba                            |
| 8    | Migcampista                         | Ali Fergani                         | 21 de setembre 1952                 | -                                   | JE Tizi-Ouzou                       |
| 9    | Davanter                            | Tedj Bensaoula                      | 1 de desembre 1954                  | -                                   | MC Oran                             |
| 10   | Migcampista                         | Lakhdar Belloumi                    | 29 de desembre 1958                 | -                                   | GCR Mascara                         |
| 11   | Davanter                            | Rabah Madjer                        | 15 de febrer 1958                   | -                                   | NA Hussein Dey CNAN                 |
| 12   | Defensa                             | Salah Larbès                        | 16 de setembre 1952                 | -                                   | JE Tizi-Ouzou                       |
| 13   | Migcampista                         | Hocine Yahi                         | 25 d'abril 1960                     | -                                   | CM Belcourt                         |
| 14   | Migcampista                         | Djamel Zidane                       | 28 d'abril 1955                     | -                                   | Kortrijk                            |
| 15   | Migcampista                         | Mustapha Dahleb                     | 8 de febrer 1952                    | -                                   | Paris St-Germain                    |
| 16   | Defensa                             | Faouzi Mansouri                     | 17 de gener 1956                    | -                                   | Montpellier                         |
| 17   | Defensa                             | Abdelkader Horr                     | 10 de novembre 1953                 | -                                   | DNC Alger                           |
| 18   | Migcampista                         | Karim Maroc                         | 5 de març 1958                      | -                                   | Tours                               |
| 19   | Migcampista                         | Djamel Tlemçani                     | 16 d'abril 1955                     | -                                   | Stade de Reims                      |
| 20   | Davanter                            | Abdelmajid Bourebbou                | 16 de març 1951                     | -                                   | Laval                               |
| 21   | Porter                              | Mourad Amara                        | 19 de febrer 1959                   | -                                   | JE Tizi-Ouzou                       |
| 22   | Porter                              | Yacine Bentalaa                     | 24 de setembre 1955                 | -                                   | NA Hussein Dey CNAN                 |
| Ent. | Mahieddine Khalef i Rachid Mekloufi | Mahieddine Khalef i Rachid Mekloufi | Mahieddine Khalef i Rachid Mekloufi | Mahieddine Khalef i Rachid Mekloufi | Mahieddine Khalef i Rachid Mekloufi |

## Àustria
| #    | Posició       | Nom                  | Naixement           | P. Sel.       | Club                |
| ---- | ------------- | -------------------- | ------------------- | ------------- | ------------------- |
| 1    | Porter        | Friedrich Koncilia   | 25 de febrer 1948   | 60            | Austria Wien        |
| 2    | Defensa       | Bernd Krauss         | 8 de maig 1957      | 5             | Rapid Wien          |
| 3    | Defensa       | Erich Obermayer      | 23 de gener 1953    | 35            | Austria Wien        |
| 4    | Defensa       | Josef Degeorgi       | 19 de gener 1960    | 3             | Admira/Wacker       |
| 5    | Defensa       | Bruno Pezzey         | 3 de febrer 1955    | 53            | Eintracht Frankfurt |
| 6    | Migcampista   | Roland Hattenberger  | 7 de desembre 1948  | 47            | SSW Innsbruck       |
| 7    | Davanter      | Walter Schachner     | 1 de febrer 1957    | 33            | Cesena              |
| 8    | Migcampista   | Herbert Prohaska     | 8 d'agost 1955      | 57            | Inter Milan         |
| 9    | Davanter      | Hans Krankl          | 14 de febrer 1953   | 61            | Rapid Wien          |
| 10   | Migcampista   | Reinhold Hintermaier | 14 de febrer 1956   | 10            | Nürnberg            |
| 11   | Davanter      | Kurt Jara            | 14 d'octubre 1950   | 55            | Grasshopper-Club    |
| 12   | Migcampista   | Anton Pichler        | 4 d'octubre 1955    | 5             | Sturm Graz          |
| 13   | Davanter      | Max Hagmayr          | 16 de novembre 1956 | 6             | VOEST Linz          |
| 14   | Defensa       | Ernst Baumeister     | 22 de gener 1957    | 11            | Austria Wien        |
| 15   | Defensa       | Johann Dihanich      | 24 d'octubre 1958   | 8             | Austria Wien        |
| 16   | Defensa       | Gerald Messlender    | 1 d'octubre 1961    | 0             | Admira/Wacker       |
| 17   | Defensa       | Johann Pregesbauer   | 8 de juny 1958      | 4             | Rapid Wien          |
| 18   | Davanter      | Gernot Jurtin        | 9 de setembre 1955  | 5             | Sturm Graz          |
| 19   | Defensa       | Heribert Weber       | 28 de juny 1955     | 27            | Rapid Wien          |
| 20   | Davanter      | Kurt Welzl           | 6 de novembre 1954  | 19            | València CF         |
| 21   | Porter        | Herbert Feurer       | 14 de gener 1954    | 7             | Rapid Wien          |
| 22   | Porter        | Klaus Lindenberger   | 28 de maig 1957     | 1             | Linzer ASK          |
| Ent. | Georg Schmidt | Georg Schmidt        | Georg Schmidt       | Georg Schmidt | Georg Schmidt       |

## Xile
| #    | Posició         | Nom                  | Naixement           | P. Sel.         | Club                 |
| ---- | --------------- | -------------------- | ------------------- | --------------- | -------------------- |
| 1    | Porter          | Oscar Wirth          | 5 de novembre 1955  | -               | Cobreloa             |
| 2    | Defensa         | Lizardo Garrido      | 25 d'agost 1957     | -               | Colo Colo            |
| 3    | Defensa         | René Valenzuela      | 20 d'abril 1955     | -               | Universidad Católica |
| 4    | Defensa         | Vladimir Bigorra     | 9 d'agost 1954      | -               | Universidad de Chile |
| 5    | Defensa         | Elías Figueroa       | 25 d'octubre 1946   | -               | Colo Colo            |
| 6    | Migcampista     | Rodolfo Dubó         | 11 de setembre 1953 | -               | Palestino            |
| 7    | Migcampista     | Eduardo Bonvallet    | 13 de gener 1955    | -               | Universidad Católica |
| 8    | Migcampista     | Carlos Rivas         | 24 de maig 1953     | -               | Colo Colo            |
| 9    | Davanter        | Juan Carlos Letelier | 20 de maig 1959     | -               | Cobreloa             |
| 10   | Migcampista     | Mario Soto           | 10 de juliol 1950   | -               | Cobreloa             |
| 11   | Migcampista     | Gustavo Moscoso      | 10 d'agost 1955     | -               | Universidad Católica |
| 12   | Porter          | Marco Cornez         | 15 d'octubre 1957   | -               | Palestino            |
| 13   | Davanter        | Carlos Caszely       | 5 de juliol 1950    | -               | Colo Colo            |
| 14   | Migcampista     | Raúl Ormeño          | 21 de juny 1958     | -               | Colo Colo            |
| 15   | Davanter        | Patricio Yáñez       | 20 de gener 1961    | -               | CD San Luis          |
| 16   | Migcampista     | Manuel Rojas         | 13 de juny 1954     | -               | Universidad Católica |
| 17   | Defensa         | Oscar Rojas          | 15 de novembre 1958 | -               | Colo Colo            |
| 18   | Defensa         | Mario Galindo        | 10 d'agost 1951     | -               | Colo Colo            |
| 19   | Defensa         | Enzo Escobar         | 10 de novembre 1951 | -               | Cobreloa             |
| 20   | Migcampista     | Miguel Ángel Neira   | 9 d'octubre 1952    | -               | Universidad Católica |
| 21   | Davanter        | Miguel Ángel Gamboa  | 21 de juny 1951     | -               | Universidad de Chile |
| 22   | Porter          | Mario Osbén          | 14 de juliol 1950   | -               | Colo Colo            |
| Ent. | Luis Santibáñez | Luis Santibáñez      | Luis Santibáñez     | Luis Santibáñez | Luis Santibáñez      |

## Alemanya Occidental
| #    | Posició      | Nom                   | Naixement           | P. Sel.      | Club                     |
| ---- | ------------ | --------------------- | ------------------- | ------------ | ------------------------ |
| 1    | Porter       | Harald Schumacher     | 6 de març 1954      | -            | FC Köln                  |
| 2    | Migcampista  | Hans-Peter Briegel    | 11 d'octubre 1955   | -            | Kaiserslautern           |
| 3    | Migcampista  | Paul Breitner         | 5 de setembre 1951  | -            | Bayern de Múnic          |
| 4    | Defensa      | Karlheinz Förster     | 25 de juliol 1958   | -            | Stuttgart                |
| 5    | Defensa      | Bernd Förster         | 3 de maig 1956      | -            | Stuttgart                |
| 6    | Migcampista  | Wolfgang Dremmler     | 12 de juliol 1954   | -            | Bayern de Múnic          |
| 7    | Migcampista  | Pierre Littbarski     | 16 d'abril 1960     | -            | FC Köln                  |
| 8    | Davanter     | Klaus Fischer         | 27 de desembre 1949 | -            | FC Köln                  |
| 9    | Davanter     | Horst Hrubesch        | 17 d'abril 1951     | -            | Hamburg                  |
| 10   | Migcampista  | Hansi Müller          | 27 de juliol 1957   | -            | Stuttgart                |
| 11   | Davanter     | Karl-Heinz Rummenigge | 25 de setembre 1955 | -            | Bayern de Múnic          |
| 12   | Defensa      | Wilfried Hannes       | 17 de maig 1957     | -            | Borussia M'gladbach      |
| 13   | Davanter     | Uwe Reinders          | 19 de gener 1955    | -            | Werder Bremen            |
| 14   | Migcampista  | Felix Magath          | 26 de juliol 1953   | -            | Hamburg                  |
| 15   | Defensa      | Uli Stielike          | 15 de novembre 1954 | -            | Reial Madrid             |
| 16   | Davanter     | Thomas Allofs         | 17 de novembre 1959 | -            | Fortuna Düsseldorf       |
| 17   | Migcampista  | Stephan Engels        | 6 de setembre 1960  | -            | FC Köln                  |
| 18   | Migcampista  | Lothar Matthäus       | 21 de març 1961     | -            | Borussia Mönchengladbach |
| 19   | Defensa      | Holger Hieronymus     | 22 de febrer 1959   | -            | Hamburg                  |
| 20   | Defensa      | Manfred Kaltz         | 6 de gener 1953     | -            | Hamburg                  |
| 21   | Porter       | Bernd Franke          | 12 de febrer 1948   | -            | Eintracht Braunschweig   |
| 22   | Porter       | Eike Immel            | 27 de novembre 1960 | -            | Borussia Dortmund        |
| Ent. | Jupp Derwall | Jupp Derwall          | Jupp Derwall        | Jupp Derwall | Jupp Derwall             |

## Argentina
| #    | Posició            | Nom                  | Naixement           | P. Sel.            | Club                |
| ---- | ------------------ | -------------------- | ------------------- | ------------------ | ------------------- |
| 1    | Migcampista        | Osvaldo Ardiles      | 3 d'agost 1952      | -                  | Tottenham Hotspur   |
| 2    | Porter             | Héctor Baley         | 16 de novembre 1950 | -                  | Talleres de Córdoba |
| 3    | Migcampista        | Juan Barbas          | 23 d'agost 1959     | -                  | Racing Club         |
| 4    | Migcampista        | Daniel Bertoni       | 14 de març 1955     | -                  | Fiorentina          |
| 5    | Davanter           | Gabriel Calderón     | 7 de febrer 1960    | -                  | Independiente       |
| 6    | Davanter           | Ramón Díaz           | 29 d'agost 1959     | -                  | River Plate         |
| 7    | Porter             | Ubaldo Fillol        | 21 de juliol 1950   | -                  | River Plate         |
| 8    | Defensa            | Luis Galván          | 24 de febrer 1948   | -                  | Talleres de Córdoba |
| 9    | Migcampista        | Américo Gallego      | 25 d'abril 1955     | -                  | River Plate         |
| 10   | Migcampista        | Diego Maradona       | 30 d'octubre 1960   | -                  | Boca Juniors        |
| 11   | Davanter           | Mario Kempes         | 15 de juliol 1954   | -                  | River Plate         |
| 12   | Defensa            | Patricio Hernández   | 16 d'agost 1956     | -                  | Estudiantes         |
| 13   | Migcampista        | Julio Olarticoechea  | 18 d'octubre 1958   | -                  | River Plate         |
| 14   | Defensa            | Jorge Olguín         | 17 de maig 1952     | -                  | Independiente       |
| 15   | Defensa            | Daniel Passarella    | 25 de maig 1953     | -                  | River Plate         |
| 16   | Porter             | Nery Pumpido         | 30 de juliol 1957   | -                  | Veléz Sársfield     |
| 17   | Defensa            | Santiago Santamaría  | 22 d'agost 1952     | -                  | Newell's Old Boys   |
| 18   | Defensa            | Alberto Tarantini    | 3 de desembre 1955  | -                  | River Plate         |
| 19   | Defensa            | Enzo Trossero        | 23 de maig 1953     | -                  | Independiente       |
| 20   | Davanter           | Jorge Valdano        | 4 d'octubre 1955    | -                  | Real Zaragoza       |
| 21   | Migcampista        | José Daniel Valencia | 3 d'octubre 1955    | -                  | Talleres de Córdoba |
| 22   | Defensa            | José Van Tuyne       | 13 de desembre 1954 | -                  | Racing Club         |
| Ent. | César Luis Menotti | César Luis Menotti   | César Luis Menotti  | César Luis Menotti | César Luis Menotti  |

La selecció fou numerada alfabèticament, excepte per a Diego Maradona i Patricio Hernández que intercanviaren el seu dorsal perquè Maradona obtingués el 10.

## Bèlgica
| #    | Posició     | Nom                     | Naixement           | P. Sel.  | Club              |
| ---- | ----------- | ----------------------- | ------------------- | -------- | ----------------- |
| 1    | Porter      | Jean-Marie Pfaff        | 4 de desembre 1953  | -        | K.S.K. Beveren    |
| 2    | Defensa     | Eric Gerets             | 18 de maig 1954     | -        | Standard Liège    |
| 3    | Defensa     | Luc Millecamps          | 10 de setembre 1951 | -        | K.S.V. Waregem    |
| 4    | Defensa     | Walter Meeuws           | 11 de juliol 1951   | -        | Standard Liège    |
| 5    | Defensa     | Michel Renquin          | 3 de novembre 1955  | -        | R.S.C. Anderlecht |
| 6    | Migcampista | Franky Vercauteren      | 28 d'octubre 1956   | -        | R.S.C. Anderlecht |
| 7    | Migcampista | René Vandereycken       | 22 de juliol 1953   | -        | Genoa C.F.C.      |
| 8    | Migcampista | Wilfried Van Moer       | 1 de març 1945      | -        | K.S.K. Beveren    |
| 9    | Davanter    | Erwin Vandenbergh       | 26 de gener 1959    | -        | Lierse S.K.       |
| 10   | Migcampista | Ludo Coeck              | 25 de setembre 1955 | -        | R.S.C. Anderlecht |
| 11   | Migcampista | Jan Ceulemans           | 28 de febrer 1957   | -        | Club Brugge       |
| 12   | Porter      | Theo Custers            | 10 d'agost 1950     | -        | RCD Espanyol      |
| 13   | Davanter    | François Van Der Elst   | 1 de desembre 1954  | -        | West Ham United   |
| 14   | Defensa     | Marc Baecke             | 24 de juliol 1956   | -        | K.S.K. Beveren    |
| 15   | Defensa     | Maurits De Schrijver    | 26 de juny 1951     | -        | K.S.C. Lokeren    |
| 16   | Defensa     | Gerard Plessers         | 30 de març 1959     | -        | Standard Liège    |
| 17   | Migcampista | René Verheyen           | 20 de març 1952     | -        | K.S.C. Lokeren    |
| 18   | Migcampista | Raymond Mommens         | 27 de desembre 1958 | -        | K.S.C. Lokeren    |
| 19   | Davanter    | Marc Millecamps         | 9 d'octubre 1950    | -        | K.S.V. Waregem    |
| 20   | Migcampista | Guy Vandersmissen       | 25 de desembre 1957 | -        | Standard Liège    |
| 21   | Davanter    | Alexandre Czerniatynski | 28 de juliol 1960   | -        | Royal Antwerp FC  |
| 22   | Porter      | Jacky Munaron           | 8 de setembre 1956  | -        | R.S.C. Anderlecht |
| Ent. | Guy Thys    | Guy Thys                | Guy Thys            | Guy Thys | Guy Thys          |

## El Salvador
| #    | Posició            | Nom                      | Naixement          | P. Sel.            | Club                    |
| ---- | ------------------ | ------------------------ | ------------------ | ------------------ | ----------------------- |
| 1    | Porter             | Luis Guevara Mora        | 1961-09-02         | -                  | C.D. Platense Municipal |
| 2    | Defensa            | Mario Castillo           | 1951-10-30         | -                  | C.D. Santiagueño        |
| 3    | Defensa            | José Francisco Jovel     | 1951-05-26         | -                  | C.D. Águila             |
| 4    | Defensa            | Carlos Recinos           | 1950-06-30         | -                  | C.D. FAS                |
| 5    | Defensa            | Ramón Fagoaga            | 1952-01-12         | -                  | Atlético Marte          |
| 6    | Migcampista        | Joaquín Ventura          | 1956-10-27         | -                  | C.D. Santiagueño        |
| 7    | Migcampista        | Silvio Aquino            | 1949-06-30         | -                  | Alianza F.C.            |
| 8    | Migcampista        | José Luis Rugamas        | 1953-06-05         | -                  | Atlético Marte          |
| 9    | Davanter           | Ever Francisco Hernández | 1958-12-11         | -                  | C.D. Santiagueño        |
| 10   | Migcampista        | Norberto Huezo           | 1956-06-06         | -                  | Atlético Marte          |
| 11   | Davanter           | Mágico González          | 1957-03-13         | -                  | C.D. FAS                |
| 12   | Defensa            | Francisco Osorto         | 1957-03-20         | -                  | C.D. Santiagueño        |
| 13   | Davanter           | José María Rivas         | 1958-05-12         | -                  | Alianza F.C.            |
| 14   | Davanter           | Luis Ramírez             | 1954-01-06         | -                  | Atlético Marte          |
| 15   | Defensa            | Jaime Rodríguez          | 1959-01-17         | -                  | Bayer Uerdingen         |
| 16   | Migcampista        | Mauricio Alfaro          | 1956-02-13         | -                  | C.D. Platense Municipal |
| 17   | Davanter           | Guillermo Ragazzone      | 1956-01-05         | -                  | Atlético Marte          |
| 18   | Defensa            | Miguel Ángel Díaz        | 1957-01-27         | -                  | Atlético Marte          |
| 19   | Porter             | Eduardo Hernández        | 1958-01-31         | -                  | C.D. Santiagueño        |
| 20   | Porter             | José Luis Munguía        | 1959-10-28         | -                  | C.D. FAS                |
| Ent. | Mauricio Rodríguez | Mauricio Rodríguez       | Mauricio Rodríguez | Mauricio Rodríguez | Mauricio Rodríguez      |

El Salvador només presentà 20 jugadors.

## Hongria
| #    | Posició        | Nom              | Naixement      | P. Sel.        | Club                       |
| ---- | -------------- | ---------------- | -------------- | -------------- | -------------------------- |
| 1    | Porter         | Ferenc Mészáros  | 1950-04-11     | -              | Sporting Clube de Portugal |
| 2    | Defensa        | Győző Martos     | 1949-12-15     | -              | Waterschei SV Thor         |
| 3    | Defensa        | László Bálint    | 1948-02-01     | -              | Toulouse FC                |
| 4    | Defensa        | József Tóth      | 1951-12-02     | -              | Újpesti Dózsa              |
| 5    | Migcampista    | Sándor Müller    | 1948-09-21     | -              | Hèrcules CF                |
| 6    | Defensa        | Imre Garaba      | 1958-07-29     | -              | Budapest-Honvéd FC         |
| 7    | Davanter       | László Fazekas   | 1947-10-15     | -              | Royal Antwerp FC           |
| 8    | Migcampista    | Tibor Nyilasi    | 1955-01-18     | -              | Ferencvárosi TC            |
| 9    | Davanter       | András Törőcsik  | 1955-05-01     | -              | Újpesti Dózsa              |
| 10   | Davanter       | László Kiss      | 1956-03-12     | -              | Vasas SC                   |
| 11   | Davanter       | Gábor Pölöskei   | 1961-10-11     | -              | Ferencvárosi TC            |
| 12   | Migcampista    | Lázár Szentes    | 1955-12-12     | -              | Rába ETO Győr              |
| 13   | Defensa        | Tibor Rab        | 1955-10-02     | -              | Ferencvárosi TC            |
| 14   | Defensa        | Sándor Sallai    | 1960-03-26     | -              | Debreceni VSC              |
| 15   | Davanter       | Béla Bodonyi     | 1956-09-14     | -              | Budapest-Honvéd FC         |
| 16   | Migcampista    | Ferenc Csongrádi | 1956-03-29     | -              | Videoton FC Fehérvár       |
| 17   | Migcampista    | Károly Csapó     | 1952-02-23     | -              | Tatabányai Bányász         |
| 18   | Defensa        | Attila Kerekes   | 1954-04-04     | -              | Békéscsabai Előre FC       |
| 19   | Defensa        | József Varga     | 1954-10-09     | -              | Budapest-Honvéd            |
| 20   | Defensa        | József Csuhay    | 1957-07-12     | -              | Videoton FC Fehérvár       |
| 21   | Porter         | Béla Katzirz     | 1953-07-27     | -              | Pécsi MFC                  |
| 22   | Porter         | Imre Kiss        | 1957-08-10     | -              | Tatabányai Bányász         |
| Ent. | Kálmán Mészöly | Kálmán Mészöly   | Kálmán Mészöly | Kálmán Mészöly | Kálmán Mészöly             |

## Txecoslovàquia
| #    | Posició       | Nom                 | Naixement     | P. Sel.       | Club              |
| ---- | ------------- | ------------------- | ------------- | ------------- | ----------------- |
| 1    | Porter        | Stanislav Seman     | 1952-08-08    | -             | Lokomotiva Košice |
| 2    | Defensa       | František Jakubec   | 1956-04-12    | -             | Bohemians Praha   |
| 3    | Defensa       | Jan Fiala           | 1956-05-19    | -             | Dukla Praha       |
| 4    | Defensa       | Ladislav Jurkemik   | 1953-07-20    | -             | Inter Bratislava  |
| 5    | Defensa       | Jozef Barmoš        | 1954-08-28    | -             | Inter Bratislava  |
| 6    | Defensa       | Rostislav Vojáček   | 1949-02-23    | -             | Baník Ostrava     |
| 7    | Migcampista   | Ján Kozák           | 1954-04-17    | -             | Dukla Praha       |
| 8    | Migcampista   | Antonín Panenka     | 1948-12-02    | -             | Rapid Wien        |
| 9    | Davanter      | Ladislav Vízek      | 1955-01-22    | -             | Dukla Praha       |
| 10   | Davanter      | Tomáš Kříž          | 1959-03-17    | -             | Dukla Praha       |
| 11   | Davanter      | Zdeněk Nehoda       | 1952-05-09    | -             | Dukla Praha       |
| 12   | Migcampista   | Přemysl Bičovský    | 1950-08-18    | -             | Bohemians Praha   |
| 13   | Migcampista   | Jan Berger          | 1955-11-27    | -             | AC Sparta Praha   |
| 14   | Defensa       | Libor Radimec       | 1950-05-22    | -             | Baník Ostrava     |
| 15   | Defensa       | Jozef Kukučka       | 1957-03-13    | -             | Plastika Nitra    |
| 16   | Migcampista   | Pavel Chaloupka     | 1959-05-04    | -             | Bohemians Praha   |
| 17   | Migcampista   | František Štambachr | 1953-02-13    | -             | Dukla Praha       |
| 18   | Davanter      | Petr Janečka        | 1957-11-25    | -             | Zbrojovka Brno    |
| 19   | Davanter      | Marián Masný        | 1950-08-13    | -             | Slovan Bratislava |
| 20   | Davanter      | Vlastimil Petržela  | 1953-07-20    | -             | SK Slavia Praha   |
| 21   | Porter        | Zdeněk Hruška       | 1954-07-25    | -             | Bohemians Praha   |
| 22   | Porter        | Karel Stromsík      | 1958-04-12    | -             | Dukla Praha       |
| Ent. | Jozef Vengloš | Jozef Vengloš       | Jozef Vengloš | Jozef Vengloš | Jozef Vengloš     |

## Anglaterra
| #    | Posició       | Nom             | Naixement           | P. Sel.       | Club                     |
| ---- | ------------- | --------------- | ------------------- | ------------- | ------------------------ |
| 1    | Porter        | Ray Clemence    | 5 d'agost 1948      | -             | Tottenham Hotspur        |
| 2    | Defensa       | Viv Anderson    | 29 d'agost 1956     | -             | Nottingham Forest        |
| 3    | Migcampista   | Trevor Brooking | 2 d'octubre 1948    | -             | West Ham United          |
| 4    | Defensa       | Terry Butcher   | 28 de desembre 1958 | -             | Ipswich Town             |
| 5    | Migcampista   | Steve Coppell   | 9 de juliol 1955    | -             | Manchester United        |
| 6    | Defensa       | Steve Foster    | 24 de setembre 1957 | -             | Brighton and Hove Albion |
| 7    | Davanter      | Kevin Keegan    | 14 de febrer 1951   | -             | Southampton              |
| 8    | Davanter      | Trevor Francis  | 19 d'abril 1954     | -             | Manchester City          |
| 9    | Migcampista   | Glenn Hoddle    | 27 d'octubre 1957   | -             | Tottenham Hotspur        |
| 10   | Migcampista   | Terry McDermott | 8 de desembre 1951  | -             | Liverpool                |
| 11   | Davanter      | Paul Mariner    | 22 de maig 1953     | -             | Ipswich Town             |
| 12   | Defensa       | Mick Mills      | 4 de gener 1949     | -             | Ipswich Town             |
| 13   | Porter        | Joe Corrigan    | 18 de novembre 1948 | -             | Manchester City          |
| 14   | Defensa       | Phil Neal       | 20 de febrer 1951   | -             | Liverpool                |
| 15   | Migcampista   | Graham Rix      | 23 d'octubre 1957   | -             | Arsenal                  |
| 16   | Migcampista   | Bryan Robson    | 11 de gener 1957    | -             | Manchester United        |
| 17   | Defensa       | Kenny Sansom    | 26 de setembre 1958 | -             | Arsenal                  |
| 18   | Defensa       | Phil Thompson   | 21 de gener 1954    | -             | Liverpool                |
| 19   | Migcampista   | Ray Wilkins     | 14 de setembre 1956 | -             | Manchester United        |
| 20   | Davanter      | Peter Withe     | 30 d'agost 1951     | -             | Aston Villa              |
| 21   | Davanter      | Tony Woodcock   | 6 de desembre 1955  | -             | FC Köln                  |
| 22   | Porter        | Peter Shilton   | 18 de setembre 1949 | -             | Nottingham Forest        |
| Ent. | Ron Greenwood | Ron Greenwood   | Ron Greenwood       | Ron Greenwood | Ron Greenwood            |

La numeració fou establerta alfabèticament, excepte els porters als que els atorgaren els números 1, 13 i 22 (també alfabèticament) i Kevin Keegan que rebé el seu tradicional número 7.

## França
| #    | Posició        | Nom                  | Naixement           | P. Sel.        | Club                |
| ---- | -------------- | -------------------- | ------------------- | -------------- | ------------------- |
| 1    | Porter         | Dominique Baratelli  | 26 de desembre 1947 | -              | Paris Saint-Germain |
| 2    | Defensa        | Manuel Amoros        | 1 de febrer 1962    | -              | Monaco              |
| 3    | Defensa        | Patrick Battiston    | 12 de març 1957     | -              | St-Etienne          |
| 4    | Defensa        | Maxime Bossis        | 26 de juny 1955     | -              | Nantes              |
| 5    | Defensa        | Gérard Janvion       | 21 d'agost 1953     | -              | St-Etienne          |
| 6    | Defensa        | Christian Lopez      | 15 de març 1953     | -              | St-Etienne          |
| 7    | Defensa        | Philippe Mahut       | 4 de març 1956      | -              | Metz                |
| 8    | Defensa        | Marius Trésor        | 15 de gener 1950    | -              | Girondins Bordeaux  |
| 9    | Migcampista    | Bernard Genghini     | 18 de gener 1958    | -              | Sochaux             |
| 10   | Migcampista    | Michel Platini       | 21 de juny 1955     | -              | St-Etienne          |
| 11   | Migcampista    | René Girard          | 4 d'abril 1954      | -              | Girondins Bordeaux  |
| 12   | Migcampista    | Alain Giresse        | 2 d'agost 1952      | -              | Girondins Bordeaux  |
| 13   | Migcampista    | Jean-François Larios | 27 d'agost 1956     | -              | St-Etienne          |
| 14   | Migcampista    | Jean Tigana          | 23 de juny 1955     | -              | Girondins Bordeaux  |
| 15   | Davanter       | Bruno Bellone        | 14 de març 1962     | -              | Monaco              |
| 16   | Davanter       | Alain Couriol        | 24 d'octubre 1958   | -              | Monaco              |
| 17   | Davanter       | Bernard Lacombe      | 15 d'agost 1952     | -              | Girondins Bordeaux  |
| 18   | Davanter       | Dominique Rocheteau  | 14 de gener 1955    | -              | Paris Saint-Germain |
| 19   | Davanter       | Didier Six           | 21 d'agost 1954     | -              | VfB Stuttgart       |
| 20   | Davanter       | Gérard Soler         | 29 de març 1954     | -              | Girondins Bordeaux  |
| 21   | Porter         | Jean Castaneda       | 20 de març 1957     | -              | St-Etienne          |
| 22   | Porter         | Jean-Luc Ettori      | 29 de juliol 1955   | -              | Monaco              |
| Ent. | Michel Hidalgo | Michel Hidalgo       | Michel Hidalgo      | Michel Hidalgo | Michel Hidalgo      |

## Kuwait
| #    | Posició                 | Nom                     | Naixement               | P. Sel.                 | Club                    |
| ---- | ----------------------- | ----------------------- | ----------------------- | ----------------------- | ----------------------- |
| 1    | Porter                  | Ahmed Al-Tarabilsi      | 22 de març 1947         | -                       | Al-Kuwait SC            |
| 2    | Defensa                 | Naeem Mubarak           | 1957                    | -                       | Al-Tadhamon SC          |
| 3    | Defensa                 | Mahboub Mubarak         | 1956                    | -                       | Al-Salmiya SC           |
| 4    | Defensa                 | Jamal Al-Qabendi        | 1959                    | -                       | Kazma SC                |
| 5    | Defensa                 | Waleed Mubarak          | 1960                    | -                       | Al-Kuwait SC            |
| 6    | Migcampista             | Sa'ad Al-Houti          | 1955                    | -                       | Al-Kuwait SC            |
| 7    | Davanter                | Fathi Kamel             | 1955                    | -                       | Al-Tadhamon SC          |
| 8    | Migcampista             | Abdullah Al-Buloushi    | 1960                    | -                       | Al-Arabi                |
| 9    | Davanter                | Jasem Yacob             | 25 d'octubre 1953       | -                       | Al Qadisiya Kuwait      |
| 10   | Davanter                | Abdulaziz Al-Anbari     | 1954                    | -                       | Al-Kuwait SC            |
| 11   | Migcampista             | Nassir Al-Ghanim        | 1961                    | -                       | Kazma SC                |
| 12   | Migcampista             | Youssef Al-Suwayed      | 1959                    | -                       | Kazma SC                |
| 13   | Defensa                 | Mubarak Marzouq         | 1961                    | -                       | Al-Tadhamon SC          |
| 14   | Defensa                 | Abdullah Mayouf         | 1954                    | -                       | Kazma SC                |
| 15   | Defensa                 | Sami Al-Hashash         | 1959                    | -                       | Al-Arabi                |
| 16   | Davanter                | Faisal Al-Dakhil        | 13 d'agost 1957         | -                       | Al Qadisiya Kuwait      |
| 17   | Defensa                 | Hamoud Al-Shemmari      | 1960                    | -                       | Kazma SC                |
| 18   | Migcampista             | Mohammed Karam          | 1955                    | -                       | Al-Arabi                |
| 19   | Davanter                | Muayad Al-Haddad        | 1958                    | -                       | Kazma SC                |
| 20   | Davanter                | Abdulaziz Al-Buloushi   | 1957                    | -                       | Al-Arabi                |
| 21   | Porter                  | Adam Marjan             | 1958                    | -                       | Kazma SC                |
| 22   | Porter                  | Jasem Bahman            | 1960                    | -                       | Al-Arabi                |
| Ent. | Carlos Alberto Parreira | Carlos Alberto Parreira | Carlos Alberto Parreira | Carlos Alberto Parreira | Carlos Alberto Parreira |

## Hondures
| #    | Posició                | Nom                         | Naixement              | P. Sel.                | Club                   |
| ---- | ---------------------- | --------------------------- | ---------------------- | ---------------------- | ---------------------- |
| 1    | Porter                 | José Nazar                  | 1953-09-07             | -                      | Motagua                |
| 2    | Defensa                | César Efrain Gutiérrez      | 1954-05-07             | -                      | CD Universidad         |
| 3    | Defensa                | Jaime Villegas              | 1950-07-05             | -                      | Real España            |
| 4    | Defensa                | José Fernando Bulnes        | 1946-10-21             | -                      | CD Universidad         |
| 5    | Defensa                | Allan Anthony Costly        | 1954-12-13             | -                      | Real España            |
| 6    | Migcampista            | Ramón Maradiaga             | 1954-10-30             | -                      | Motagua                |
| 7    | Davanter               | Antonio Laing               | 1958-12-27             | -                      | Platense               |
| 8    | Migcampista            | Francisco Javier Toledo     | 1959-09-30             | -                      | C.D. Marathón          |
| 9    | Davanter               | Porfirio Armando Betancourt | 1956-08-23             | -                      | Real España            |
| 10   | Davanter               | José Roberto Figueroa       | 1959-12-15             | -                      | Vida                   |
| 11   | Migcampista            | David Bueso                 | 1955-05-05             | -                      | Motagua                |
| 12   | Defensa                | Domingo Drummond            | 1957-04-14             | -                      | Platense               |
| 13   | Migcampista            | Prudencio Norales           | 1956-04-20             | -                      | Olimpia                |
| 14   | Migcampista            | Juan Alberto Cruz           | 1959-02-27             | -                      | CD Universidad         |
| 15   | Migcampista            | Héctor Zelaya               | 1957-07-12             | -                      | Motagua                |
| 16   | Davanter               | Roberto Bailey              | 1952-08-10             | -                      | C.D. Marathón          |
| 17   | Defensa                | José Luis Cruz              | 1949-06-12             | -                      | Motagua                |
| 18   | Migcampista            | Carlos Orlando Caballero    | 1958-12-05             | -                      | Real España            |
| 19   | Davanter               | Celso Güity                 | 1955-08-07             | -                      | C.D. Marathón          |
| 20   | Migcampista            | Gilberto Yearwood           | 1956-03-15             | -                      | Real Valladolid        |
| 21   | Porter                 | Julio César Arzú            | 1954-06-05             | -                      | Real España            |
| 22   | Porter                 | Jimmy Steward               | 1946-12-09             | -                      | C.D. Marathón          |
| Ent. | José de la Paz Herrera | José de la Paz Herrera      | José de la Paz Herrera | José de la Paz Herrera | José de la Paz Herrera |

## Irlanda del Nord
| #    | Posició       | Nom              | Naixement           | P. Sel.       | Club              |
| ---- | ------------- | ---------------- | ------------------- | ------------- | ----------------- |
| 1    | Porter        | Pat Jennings     | 12 de juny 1945     | -             | Arsenal           |
| 2    | Defensa       | Jimmy Nicholl    | 28 de febrer 1956   | -             | Toronto Blizzard  |
| 3    | Defensa       | Mal Donaghy      | 13 de setembre 1957 | -             | Luton Town        |
| 4    | Migcampista   | David McCreery   | 16 de setembre 1957 | -             | Tulsa Roughnecks  |
| 5    | Defensa       | Chris Nicholl    | 12 d'octubre 1946   | -             | Southampton       |
| 6    | Defensa       | John O'Neill     | 11 de març 1958     | -             | Leicester City    |
| 7    | Migcampista   | Noel Brotherston | 18 de novembre 1956 | -             | Blackburn Rovers  |
| 8    | Migcampista   | Martin O'Neill   | 1 de març 1952      | -             | Norwich City      |
| 9    | Davanter      | Gerry Armstrong  | 23 de maig 1954     | -             | Watford           |
| 10   | Migcampista   | Sammy McIlroy    | 2 d'agost 1954      | -             | Stoke City        |
| 11   | Davanter      | Billy Hamilton   | 9 de maig 1957      | -             | Burnley           |
| 12   | Defensa       | John McClelland  | 7 de desembre 1955  | -             | Rangers           |
| 13   | Defensa       | Sammy Nelson     | 1 d'abril 1949      | -             | Brighton          |
| 14   | Migcampista   | Tommy Cassidy    | 18 de novembre 1950 | -             | Burnley           |
| 15   | Migcampista   | Tom Finney       | 6 de novembre 1952  | -             | Cambridge United  |
| 16   | Migcampista   | Norman Whiteside | 7 de maig 1965      | -             | Manchester United |
| 17   | Porter        | Jim Platt        | 26 de gener 1952    | -             | Middlesbrough     |
| 18   | Migcampista   | Johnny Jameson   | 11 de març 1958     | -             | Glentoran         |
| 19   | Davanter      | Felix Healy      | 27 de setembre 1955 | -             | Coleraine         |
| 20   | Migcampista   | Jim Cleary       | 27 de maig 1956     | -             | Glentoran         |
| 21   | Davanter      | Bobby Campbell   | 13 de setembre 1956 | -             | Bradford City     |
| 22   | Porter        | George Dunlop    | 16 de gener 1956    | -             | Linfield          |
| Ent. | Billy Bingham | Billy Bingham    | Billy Bingham       | Billy Bingham | Billy Bingham     |

## Espanya
| #    | Posició         | Nom                     | Naixement       | P. Sel.         | Club              |
| ---- | --------------- | ----------------------- | --------------- | --------------- | ----------------- |
| 1    | Porter          | Luis Arconada           | 1954-06-26      | -               | Reial Societat    |
| 2    | Defensa         | José Antonio Camacho    | 1955-06-08      | -               | Reial Madrid      |
| 3    | Defensa         | Rafael Gordillo         | 1957-02-24      | -               | Real Betis        |
| 4    | Migcampista     | Miguel Ángel Alonso     | 1953-02-01      | -               | Reial Societat    |
| 5    | Defensa         | Miguel Tendillo         | 1961-02-01      | -               | València CF       |
| 6    | Defensa         | José Ramón Alexanko     | 1956-05-19      | -               | FC Barcelona      |
| 7    | Davanter        | Juanito                 | 1954-11-10      | -               | Reial Madrid      |
| 8    | Migcampista     | Joaquín Alonso          | 1956-06-09      | -               | Sporting de Gijón |
| 9    | Davanter        | Jesús María Satrústegui | 1954-01-12      | -               | Reial Societat    |
| 10   | Migcampista     | Jesús María Zamora      | 1955-01-01      | -               | Reial Societat    |
| 11   | Davanter        | Roberto López Ufarte    | 1958-04-19      | -               | Reial Societat    |
| 12   | Defensa         | Santiago Urquiaga       | 1958-04-14      | -               | Athletic Bilbao   |
| 13   | Defensa         | Manuel Jiménez          | 1956-10-27      | -               | Sporting de Gijón |
| 14   | Defensa         | Antonio Maceda          | 1957-05-16      | -               | Sporting de Gijón |
| 15   | Migcampista     | Enric Saura             | 1954-08-02      | -               | València CF       |
| 16   | Migcampista     | Josep Vicenç Sànchez    | 1956-10-08      | -               | FC Barcelona      |
| 17   | Migcampista     | Ricardo Gallego         | 1959-02-08      | -               | Reial Madrid      |
| 18   | Davanter        | Pedro Uralde            | 1958-03-02      | -               | Reial Societat    |
| 19   | Davanter        | Santillana              | 1952-08-23      | -               | Reial Madrid      |
| 20   | Davanter        | Quini                   | 1949-09-23      | -               | FC Barcelona      |
| 21   | Porter          | Javier Urruticoechea    | 1952-02-17      | -               | FC Barcelona      |
| 22   | Porter          | Miguel Ángel            | 1947-12-24      | -               | Reial Madrid      |
| Ent. | José Santamaría | José Santamaría         | José Santamaría | José Santamaría | José Santamaría   |

## Iugoslàvia
| #    | Posició         | Nom               | Naixement       | P. Sel.         | Club                  |
| ---- | --------------- | ----------------- | --------------- | --------------- | --------------------- |
| 1    | Porter          | Dragan Pantelić   | 1951-12-09      | -               | Girondins Bordeaux    |
| 2    | Defensa         | Ive Jerolimov     | 1958-03-30      | -               | Rijeka                |
| 3    | Migcampista     | Ivan Gudelj       | 1960-09-21      | -               | Hajduk Split          |
| 4    | Defensa         | Velimir Zajec     | 1956-02-12      | -               | Dinamo Zagreb         |
| 5    | Defensa         | Nenad Stojković   | 1956-05-26      | -               | Partizan Belgrad      |
| 6    | Defensa         | Zlatko Krmpotić   | 1958-08-07      | -               | Crvena Zvezda Belgrad |
| 7    | Migcampista     | Vladimir Petrović | 1955-07-01      | -               | Crvena Zvezda Belgrad |
| 8    | Migcampista     | Edhem Šljivo      | 1950-03-16      | -               | Nice                  |
| 9    | Defensa         | Zoran Vujović     | 1958-08-26      | -               | Hajduk Split          |
| 10   | Migcampista     | Zvonko Živković   | 1959-10-31      | -               | Partizan Belgrad      |
| 11   | Davanter        | Zlatko Vujović    | 1958-08-26      | -               | Hajduk Split          |
| 12   | Porter          | Ivan Pudar        | 1961-08-16      | -               | Hajduk Split          |
| 13   | Migcampista     | Safet Sušić       | 1955-04-13      | -               | FK Sarajevo           |
| 14   | Defensa         | Nikola Jovanović  | 1952-09-18      | -               | Buducnost Titograd    |
| 15   | Defensa         | Miloš Hrstić      | 1955-11-20      | -               | NK Rijeka             |
| 16   | Migcampista     | Miloš Šestić      | 1956-08-08      | -               | Crvena Zvezda Belgrad |
| 17   | Migcampista     | Jurica Jerković   | 1950-02-25      | -               | FC Zürich             |
| 18   | Davanter        | Stjepan Deverić   | 1961-08-20      | -               | Dinamo Zagreb         |
| 19   | Davanter        | Vahid Halilhodžić | 1952-10-15      | -               | Nantes                |
| 20   | Migcampista     | Ivica Šurjak      | 1953-03-23      | -               | Paris Saint Germain   |
| 21   | Davanter        | Predrag Pašić     | 1958-10-18      | -               | FK Sarajevo           |
| 22   | Porter          | Ratko Svilar      | 1950-05-06      | -               | Royal Antwerp FC      |
| Ent. | Miljan Miljanić | Miljan Miljanić   | Miljan Miljanić | Miljan Miljanić | Miljan Miljanić       |

## Brasil
| #    | Posició      | Nom                 | Naixement    | P. Sel.      | Club                     |
| ---- | ------------ | ------------------- | ------------ | ------------ | ------------------------ |
| 1    | Porter       | Valdir Peres        | 1951-02-02   | -            | São Paulo                |
| 2    | Defensa      | Leandro             | 1959-03-17   | -            | Flamengo                 |
| 3    | Defensa      | Oscar               | 1954-06-20   | -            | São Paulo                |
| 4    | Defensa      | Luizinho            | 1958-10-22   | -            | Atlético Mineiro         |
| 5    | Migcampista  | Toninho Cerezo      | 1955-04-21   | -            | Atlético Mineiro         |
| 6    | Defensa      | Júnior              | 1954-06-29   | -            | Flamengo                 |
| 7    | Migcampista  | Paulo Isidoro       | 1953-08-03   | -            | Grêmio                   |
| 8    | Migcampista  | Sócrates Brasileiro | 1954-02-19   | -            | Corinthians              |
| 9    | Davanter     | Serginho            | 1953-12-23   | -            | São Paulo                |
| 10   | Migcampista  | Zico                | 1953-03-03   | -            | Flamengo                 |
| 11   | Davanter     | Éder                | 1957-05-25   | -            | Atlético Mineiro         |
| 12   | Porter       | Paulo Sérgio        | 1954-07-24   | -            | Botafogo                 |
| 13   | Defensa      | Edevaldo            | 1958-01-28   | -            | Sport Club Internacional |
| 14   | Defensa      | Juninho             | 1958-08-29   | -            | Ponte Preta              |
| 15   | Migcampista  | Falcão              | 1953-10-16   | -            | AS Roma                  |
| 16   | Defensa      | Edinho              | 1955-06-05   | -            | Fluminense               |
| 17   | Defensa      | Pedrinho            | 1957-10-22   | -            | Vasco da Gama            |
| 18   | Defensa      | Batista             | 1955-03-08   | -            | Grêmio                   |
| 19   | Migcampista  | Renato              | 1957-02-21   | -            | São Paulo                |
| 20   | Davanter     | Roberto Dinamite    | 1954-04-13   | -            | Vasco da Gama            |
| 21   | Davanter     | Dirceu              | 1952-06-15   | -            | Atlético Madrid          |
| 22   | Porter       | Carlos              | 1956-03-04   | -            | Ponte Preta              |
| Ent. | Telê Santana | Telê Santana        | Telê Santana | Telê Santana | Telê Santana             |

## Nova Zelanda
| #    | Posició      | Nom              | Naixement    | P. Sel.      | Club                 |
| ---- | ------------ | ---------------- | ------------ | ------------ | -------------------- |
| 1    | Porter       | Richard Wilson   | 1956-05-08   | -            | Preston Lions        |
| 2    | Defensa      | Glenn Dods       | 1957-07-07   | -            | Adelaide City        |
| 3    | Defensa      | Ricki Herbert    | 1961-04-10   | -            | Mount Wellington     |
| 4    | Migcampista  | Brian Turner     | 1949-07-31   | -            | Gisborne City        |
| 5    | Defensa      | Dave Bright      | 1949-11-29   | -            | Manurewa Franklin    |
| 6    | Defensa      | Bobby Almond     | 1951-04-16   | -            | Invercargill Thistle |
| 7    | Davanter     | Wynton Rufer     | 1962-12-29   | -            | Miramar Rangers      |
| 8    | Migcampista  | Duncan Cole      | 1958-07-12   | -            | North Shore United   |
| 9    | Davanter     | Steve Wooddin    | 1955-01-16   | -            | South Melbourne FC   |
| 10   | Migcampista  | Steve Sumner     | 1955-04-02   | -            | West Adelaide SC     |
| 11   | Migcampista  | Sam Malcolmson   | 1948-04-02   | -            | East Coast Bays      |
| 12   | Migcampista  | Keith Mackay     | 1956-12-08   | -            | Gisborne City        |
| 13   | Migcampista  | Kenny Cresswell  | 1958-06-04   | -            | Gisborne City        |
| 14   | Defensa      | Adrian Elrick    | 1949-09-29   | -            | North Shore United   |
| 15   | Defensa      | John Hill        | 1950-01-07   | -            | Gisborne City        |
| 16   | Defensa      | Glen Adam        | 1959-05-22   | -            | Mount Wellington     |
| 17   | Migcampista  | Allan Boath      | 1958-02-14   | -            | West Adelaide SC     |
| 18   | Migcampista  | Peter Simonsen   | 1959-04-17   | -            | Manurewa Franklin    |
| 19   | Migcampista  | Billy McClure    | 1958-01-04   | -            | Mount Wellington     |
| 20   | Davanter     | Grant Turner     | 1958-10-07   | -            | Gisborne City        |
| 21   | Porter       | Barry Pickering  | 1956-12-12   | -            | Miramar Rangers      |
| 22   | Porter       | Frank van Hattum | 1958-11-17   | -            | Manurewa Franklin    |
| Ent. | John Adshead | John Adshead     | John Adshead | John Adshead | John Adshead         |

## Escòcia
| #    | Posició     | Nom             | Naixement           | P. Sel.    | Club              |
| ---- | ----------- | --------------- | ------------------- | ---------- | ----------------- |
| 1    | Porter      | Alan Rough      | 25 de novembre 1951 | -          | Partick Thistle   |
| 2    | Defensa     | Danny McGrain   | 1 de maig 1950      | -          | Celtic            |
| 3    | Defensa     | Frank Gray      | 27 d'octubre 1954   | -          | Leeds United      |
| 4    | Migcampista | Graeme Souness  | 6 de maig 1953      | -          | Liverpool         |
| 5    | Defensa     | Alan Hansen     | 13 de juny 1955     | -          | Liverpool         |
| 6    | Defensa     | Willie Miller   | 2 de maig 1955      | -          | Aberdeen          |
| 7    | Migcampista | Gordon Strachan | 9 de febrer 1957    | -          | Aberdeen          |
| 8    | Davanter    | Kenny Dalglish  | 4 de març 1951      | -          | Liverpool         |
| 9    | Davanter    | Alan Brazil     | 15 de juny 1959     | -          | Ipswich Town      |
| 10   | Migcampista | John Wark       | 4 d'agost 1957      | -          | Ipswich Town      |
| 11   | Davanter    | John Robertson  | 20 de gener 1953    | -          | Nottingham Forest |
| 12   | Porter      | George Wood     | 26 de setembre 1952 | -          | Arsenal           |
| 13   | Defensa     | Alex McLeish    | 21 de gener 1959    | -          | Aberdeen          |
| 14   | Defensa     | David Narey     | 12 de juny 1956     | -          | Dundee United     |
| 15   | Davanter    | Joe Jordan      | 15 de desembre 1951 | -          | AC Milan          |
| 16   | Migcampista | Asa Hartford    | 24 d'octubre 1950   | -          | Manchester City   |
| 17   | Defensa     | Allan Evans     | 12 d'octubre 1956   | -          | Aston Villa       |
| 18   | Davanter    | Steve Archibald | 27 de setembre 1956 | -          | Tottenham Hotspur |
| 19   | Davanter    | Paul Sturrock   | 10 d'octubre 1956   | -          | Dundee United     |
| 20   | Migcampista | Davie Provan    | 8 de maig 1956      | -          | Celtic            |
| 21   | Defensa     | George Burley   | 3 de juny 1956      | -          | Ipswich Town      |
| 22   | Porter      | Jim Leighton    | 24 de juliol 1958   | -          | Aberdeen          |
| Ent. | Jock Stein  | Jock Stein      | Jock Stein          | Jock Stein | Jock Stein        |

## Unió Soviètica
| #    | Posició           | Nom                 | Naixement          | P. Sel.           | Club              |
| ---- | ----------------- | ------------------- | ------------------ | ----------------- | ----------------- |
| 1    | Porter            | Rinat Dassàiev      | 13 de juny 1957    | 21                | Spartak Moscou    |
| 2    | Defensa           | Tengiz Sulakvelidze | 23 de juliol 1956  | 16                | Dinamo Tbilisi    |
| 3    | Defensa           | Aleksandr Txivadze  | 8 d'abril 1955     | 15                | Dinamo Tbilisi    |
| 4    | Defensa           | Vagiz Khidiyatullin | 3 de març 1959     | 26                | CSKA Moscou       |
| 5    | Defensa           | Serguei Baltatxa    | 17 de febrer 1958  | 11                | Dynamo Kyiv       |
| 6    | Defensa           | Anatoli Demiànenko  | 19 de febrer 1959  | 8                 | Dynamo Kyiv       |
| 7    | Davanter          | Ramaz Shengelia     | 1 de gener 1957    | 16                | Dinamo Tbilisi    |
| 8    | Migcampista       | Volodímir Bezsònov  | 5 de març 1958     | 32                | Dynamo Kyiv       |
| 9    | Migcampista       | Yuri Gavrilov       | 3 de maig 1953     | 28                | Spartak Moscou    |
| 10   | Migcampista       | Khorèn Oganessian   | 10 de gener 1955   | 17                | Ararat Yerevan    |
| 11   | Davanter          | Oleh Blokhín        | 5 de novembre 1952 | 78                | Dynamo Kyiv       |
| 12   | Migcampista       | Andrí Bal           | 16 de febrer 1958  | 4                 | Dynamo Kyiv       |
| 13   | Migcampista       | Vitaly Daraselia    | 9 d'octubre 1957   | 18                | Dinamo Tbilisi    |
| 14   | Defensa           | Sergei Borovsky     | 29 de gener 1956   | 5                 | Dinamo Minsk      |
| 15   | Davanter          | Sergey Andreyev     | 16 de maig 1956    | 18                | SKA Rostov        |
| 16   | Davanter          | Sergey Rodionov     | 3 de setembre 1962 | 2                 | Spartak Moscou    |
| 17   | Migcampista       | Leonid Buriak       | 10 de juliol 1953  | 43                | Dynamo Kyiv       |
| 18   | Defensa           | Yuri Susloparov     | 14 d'agost 1958    | 6                 | Torpedo Moscou    |
| 19   | Migcampista       | Vadym Yevtushenko   | 1 de gener 1958    | 2                 | Dynamo Kyiv       |
| 20   | Defensa           | Oleg Romantsev      | 4 de gener 1954    | 9                 | Spartak Moscou    |
| 21   | Porter            | Viktor Chanov       | 21 de juliol 1959  | 1                 | Dynamo Kyiv       |
| 22   | Porter            | Vyacheslav Chanov   | 23 d'octubre 1951  | 0                 | Torpedo Moscou    |
| Ent. | Konstantin Beskov | Konstantin Beskov   | Konstantin Beskov  | Konstantin Beskov | Konstantin Beskov |